# Takumi Shima
Pour les articles homonymes, voir Shima.
Takumi Shima (島 卓視, Shima Takumi) est un footballeur japonais né le 3 octobre 1967 dans la préfecture de Tokushima au Japon.